# Boris Mikhailov (Fotograf)

Boris Mikhailov (2002)

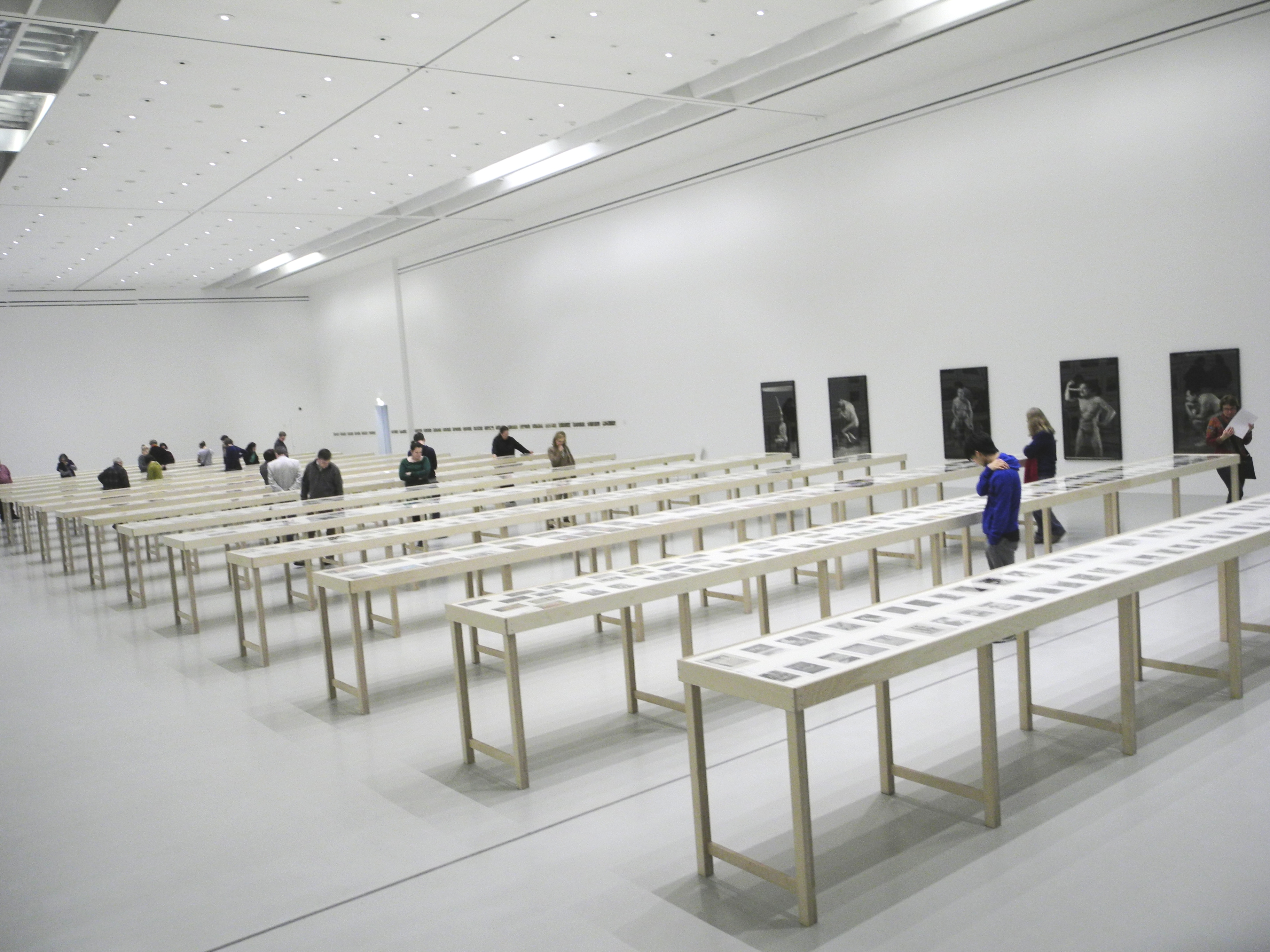
Mikhailov-Ausstellung im Sprengel Museum Hannover (2013)

Boris Mikhailov (ukrainisch Борис Андрійович Михайлов / Borys Andrijowytsch Mychajlow; * 25. August 1938 in Charkow, Ukrainische SSR, Sowjetunion) ist ein ukrainischer Fotograf.

## Leben und Werk
Boris Mikhailovs Eltern waren Ingenieure in gehobener Stellung. 1962 schloss Mikhailov an der Technischen Universität Charkow ein Studium zum Elektroingenieur ab. Er arbeitete zunächst bei den städtischen Verkehrsbetrieben in Charkow und von 1963 bis 1968 im Raketenbau. Nebenbei erstellte er erste autodidaktische Filme und Fotos.
In seinen ersten Serien wie zum Beispiel Susi und die anderen (1960–1970) und Die Stadt/Schwarzes Archiv (1968–1979) fotografierte Mikhailov Alltagsszenen in der Sowjetunion sowie Freunde, Partnerinnen und sich selbst; letzteres häufig „erotisiert und clownesk zugleich“, so das Kunstmagazin art.
Nachdem der KGB Mikhailovs Aktfotos von seiner Frau gefunden hatte, verlor er wegen des Vorwurfs der Pornografie seine Anstellung, fand eine neue Stelle als Ingenieur und begann, sich in seiner Freizeit intensiver mit Fotografie zu beschäftigen. Er zählt zu der ersten Generation der Charkiwer Schule der Fotografie.
Bevor seine Fotografien großformatig ausgestellt wurden, stellte Mikhailov sie in Büchern zusammen.
Er hatte bis 1990 keine Ausstellungen in der Sowjetunion.
Noch 1994 wurde, nachdem er in einer Galerie Nacktbilder von sich selbst gezeigt hatte, die Ausstellung am nächsten Tag geschlossen.
Im Jahr 1994 kam er mit dem Stipendium Light Work, Artist-in-Residence program der Syracuse University in den amerikanischen Bundesstaat New York und 1996 mit einem Stipendium des Landeskulturzentrums Salzau erstmals nach Deutschland.
Von 1996 bis 1997 kam er mit einem Stipendium des DAAD nach Berlin und erhielt 1997 ein weiteres Stipendium der bayrischen Landeshauptstadt München.
Seine Serie Yesterday’s Sandwich zeigt Doppelbelichtungen. Sein eigener Blick gibt laut der Zeitung Die Zeit den Bildern „etwas Poetisches, mitunter Verrücktes“.
Die Serie Salzsee (1986) zeigt Menschen in der Nähe von Slowjansk, die in einem See – umgeben von Fabriken – baden.
In der Serie Ich bin nicht ich (1992) fotografierte Mikhailov sich selbst nackt mit einem übergroßen Dildo oder einem Klistier in verschiedenen Posen.
Teilweise kolorierte er seine Bilder oder übermalte sie mit Buntstiften, schrieb unter und auf die Bilder oder collagierte sie.
International bekannt wurde Mikhailov nach dem Zerfall der Sowjetunion durch seine Ende der 1990er Jahre aufgenommenen Bilder von Obdachlosen, darunter Alte, Kranke und Kinder, manche Menschen – gegen Bezahlung – nackt abgelichtet. Ihm wurde vorgeworfen, für seine 400 Bilder umfassende Serie Case History (1997–99, übersetzt „Krankengeschichte“ oder vereinzelt „Fallstudien“) habe er Arme ausgenutzt.
Mikhailov gilt heute als einer der angesehensten Künstler aus der ehemaligen Sowjetunion. Museen sollen für seine frühen Originalserien 100.000 Euro gezahlt haben.
Er wurde mehrfach ausgezeichnet, etwa 1997 mit dem Albert Renger-Patzsch-Preis, 2000 mit dem Hasselblad Foundation Award und 2012 mit dem Spectrum – Internationaler Preis für Fotografie der Stiftung Niedersachsen. 2015 erhielt er den Kaiserring der Stadt Goslar, einen der renommiertesten Preise für Gegenwartskunst. Die Laudatio hielt Udo Kittelmann, Direktor der Nationalgalerie Berlin.
Seit 2008 ist Boris Mikhailov Mitglied der Akademie der Künste, Sektion Bildende Kunst.
Er lebt mit seiner Frau Vita Mikhailov in Charkow und Berlin.

## Werke (Auswahl)
- Butterbrote von Gestern (auch Überblendungen) / Yesterday’s Sandwich, späte 1960er bis späte 1970er Jahre
- Kalender (auch Kalenderblätter) / Calendar, späte 1960er Jahre
- Farbhintergründe / Color Backgrounds, späte 1960er Jahre
- Susi und andere / Suzi et Cetera, späte 1960er bis 1970er Jahre
- Rot (auch Rote Serie) / Red, 1968–1975
- Die Stadt / Schwarzes Archiv / City / Black Archive, 1968–1979
- Luriki, 1971–1985
- SOZ-ART / SOTS-ART, 1975–1986
- Tanz / Dance, 1978
- Strand von Berdianski. Sonntag von 11 Uhr bis 13 Uhr / Berdiansk Beach. Sunday from 11 am to 1 pm, 1981
- Snobismus auf der Krim (auch Krimeischer Snobismus) / Crimean Snobbery, 1982
- Horizontale Bilder, vertikale Kalender / Horizontal Pictures, Vertical Calendars, 1982
- Klebrigkeit / Viscidity, 1982
- Serie von vier / Series of Four, 1982/83
- Unvollendete Dissertation oder Selbstgespräche / Unfinished Dissertation or discussions with oneself, 1984–1985
- SOWOK, 1985–1988
- Salzseen / Salt Lake, 1986
- Flussidyll / River Pastorale, 1986
- Stadt ohne Hauptstraße / City without Central Street, 1986–87
- Am Boden / By the Gound, 1991
- Ich bin nicht ich / I am not I, 1992
- Dämmerung / At Dusk, 1993
- Wenn ich ein Deutscher wäre / If I Were a German…, 1994
- Fotomanie auf der Krim / Photomania in Crimea, 1995
- Krankengeschichte (auch Fallgeschichte) / Case History, 1997–1999
- Schau auf mich, ich schau aufs Wasser oder Perversion der Ruhe / Look at me I look at water … or Perversion of repose, 1999
- TV-Manie / TV-Mania, 2000–02
- Tea Coffee Cappuccino, 2000–2010
- Maquette Braunschweig, 2008–09
- Strukturen des Wahnsinns, oder warum Hirten in den Bergen oft verrückt werden / Structures of madness, or why shepherds living in the mountains often go crazy, 2011–2012
- Als meine Mutter jung war / When my mother was young, 2011–2013

## Veröffentlichungen von und über Boris Mikhailov (Auswahl)
- Brigitte Kölle (Hrsg.): Boris Michaijlov. Stuttgart, 1995, ISBN 3-89611-001-2
- Inka Schube (Hrsg.): Wenn ich ein Deutscher wäre…, Dresden, 1995, ISBN 3-364-00352-1
- Boris Michajlov: Am Boden. Die Dämmerung. (2 Bände) Köln, 1996, ISBN 3-927789-91-7
- Boris Mikhailov: Unvollendete Dissertation. Zürich, 1998, ISBN 3-908247-01-2
- Boris Mikhailov: Case History. 1999, Zürich, ISBN 3-908247-09-8
- Wolfgang Storch (Hrsg.): Äußere Ruhe. In: IG Druck-Sache: Informationen der Industriegewerkschaft Druck und Papier für die Kolleginnen und Kollegen der GWP. N.F., 4. Düsseldorf, 2000. ISBN 3-933807-21-2
- Gunilla Knape (Hrsg.): The Hasselblad Award 2000. Zürich, 2000. ISBN 3-908247-42-X
- Urs Stahel (Hrsg.): Eine Retrospektive. Ausstellungskatalog, Zürich, 2003, ISBN 978-3-908247-72-2
- Boris Mikhailov: Look at me I look at water. . . or Perversion of Repose. Göttingen, 2004, ISBN 978-3-88243-968-7
- Margarita Tupitsyn et al.: Ilya Kabakov, Boris Mikhailov and the Moscow Archive of New Art. Serralves, 2004, ISBN 978-972-739-133-2
- Boris Mikhailov: Crimean snobism. Tokio, 2006, ISBN 91-1-100216-6
- Boris Mikhailov: Suzi et cetera. Köln, 2006. ISBN 978-3-908247-72-2
- Boris Mikhailov: Yesterday’s Sandwich. London, 2007, ISBN 978-0-7148-4856-3
- Boris Mikhaiov: Maquette Braunschweig. Göttingen, 2010, ISBN 978-3-86521-834-6
- Boris Mikhailov: Tea Coffee Cappuccino. Köln, 2010, ISBN 978-3-86560-877-2
- Berlinische Galerie (Hrsg.): Boris Mikhailov, time is out of joint. Ausstellungskatalog, Berlin, 2010, ISBN 978-3-942405-64-5
- Inka Schube (Hrsg.): Boris Mikhailov, Bücher, Books. Köln, 2013, ISBN 978-3-86335-303-2
- Boris Mikhailov: Kaiserringträger der Stadt Goslar 2015, Mönchehaus Museum Goslar, 2015

## Einzelausstellungen (Auswahl)
- 2019: „Boris Mikhailov“, c/o Berlin, Berlin, Deutschland,
- 2015: „io non sono io“, Museo Madre, Neapel, Italien
- 2015: „Profiles and...“, Barbara Gross Galerie, München
- 2015: „Boris Mikhailov - Kaiserringträger der Stadt Goslar 2015“, Mönchshaus Museum Goslar
- 2015 „Boris Mikhailov. Ukraine“, Camera, Centro Italiano per la Fotografia, Turin, Italien
- 2013: Sprengel Museum Hannover  'Spectrum' – Internationaler Preis für Fotografie der Stiftung Niedersachsen: Boris Mikhailov. Die Bücher 1968-2012.
- 2012: Berlinische Galerie, Berlin; Boris Mikhailov: Time is out of joint. Fotografien 1966 - 2011
- 2011: Case History Museum of Modern Art, New York
- 2007: Schau auf mich, ich schau aufs Wasser, oder Perversion der Ruhe, Sprengel Museum Hannover; Barbara Gross Galerie, München; Rat Hole Gallery, Tokyo
- 2005: Centre de la Photographie, Geneve, Frankreich; Look at me, I look at water; Foam Photography Museum, Amsterdam
- 2004: Kunsthalle Villa Kobe, Halle (Saale); Institute of Contemporary Art, Boston MA, USA
- 2003: Private Freuden, lastende Langeweile, öffentlicher Zerfall, Fotomuseum Winterthur
- 2001: Haus der Kulturen der Welt, Berlin; Case History and Heiner Müller Project
- 2000: Saatchi Gallery, London, UK
- 1999: Case History, DAAD Galerie, Berlin; Scalo Galerie, Zürich
- 1998 Stedelijk Museum, Amsterdam; Les Misérables, Sprengel Museum Hannover; Nobuyoshi Araki & Boris Mikhailov, Galerie Satani, Tokyo
- 1997: Photomania, DAAD Galerie, Berlin; Crimean Grafomania, Galerie in der Brotfabrik, Berlin;
- 1996: Kunsthalle Zürich; Boris Mikhailov - A Retrospective, Soros Center of Contemporary Art, Kiev, Ukraine
- 1994: Dämmerung, Brotfabrik Berlin auf dem Foto Festival Rotterdam
- 1993: Salt Lakes, Galerie in der Brotfabrik Berlin
- 1992: Werke von 1970 bis 1991, Forum Stadtpark, Graz
- 1990: Museum of Contemporary Art, Tel Aviv
- 1990: Boris Mikhailov: Arles - Paris 1989, Signalhallen, Armémuseum, Stockholm
- 1990: The Missing Picture, Alternative Zeitgenössische Fotografie aus der Sowjetunion, List Visual Arts Center, MIT, Massachusetts Institute of Technology in Cambridge Union Bank Collection, Helsinki

## Auszeichnungen
- 1996: Coutts Contemporary Art Foundation Award, Zürich
- 1997: Albert Renger-Patzsch-Preis der Stiftung Dietrich Oppenberg
- 2000: The Hasselblad Award in Photography, Göteborg, Sweden
- 2001: Citibank Photography Prize
- 2000: Foto-Buchpreis der Krazna-Krausz-Stiftung, London (Kraszna-Krausz Book Award) für Case History
- 2003: General Satellite corporation art prize, (Beitrag über die Entwicklung der zeitgenössischen Kunst in Moskau)
- 2012: Spectrum – Internationaler Preis für Fotografie der Stiftung Niedersachsen
- 2015: Goslarer Kaiserring
- 2021: Taras-Schewtschenko-Preis[10]

## Zitat
„Der Kampf gegen den gleichförmigen gesellschaftlichen Geschmack, die Aufhebung der Tabus und die Suche nach der Wahrheit erfordern neue Aussageformen.“